# Папа Климент I
Климент је био један од седамдесеторице апостола и четврти епископ односно папа Рима (од 92. до 101). Он је био римљанин жидовског порекла, а убраја се међу апостолске очеве. Написао је најстарији хришћански спис после Новога Завета, Посланицу Коринћанима (написана око 95. године). Око 170. године Дионисије, епископ коринтски, каже римском епископу Сотиру да је писмо Климентово дошло и да се јавно чита у црквама. Овај спис је од изузетне важности за историју Цркве као и за разумевање древне хришћанске теологије, а посебно еклисиологије. Православна црква прославља светог Климента 8. децембра (25. новембра по јулијанском календару).
Климент Римски је био изузетно познат и поштован у раној цркви. Многи га идентификују са сарадником апостола Павла, Климентом, који се наводи у посланици Филипљанима. У време Клемента хршћанство се значајно проширило на исток. Посебно је значајна Клементова реакција приликом побуне у Коринту, када их је Клемент позвао на послушност чиме је практично уведено правило примата римскога бискупа над другим црквама. Од његових писаних дела позната је Посланица Коринћанима, а приписани су му и други списи. Посланица Коринћанима, написана око 96. године, је била толико значајна да је увршћена у Александријски кодекс Библије, док је у сиријској Цркви сматрана делом Светог писма.
Према предаји која сеже до 9. века, Клемент је поднео мучеништво 102. године на Криму.

## Живот

### Идентитет
Ориген поистовећује папу Климента с помоћником апостола Павла, у чему га следе Јевсевије, Епифаније и Јероним, али овај је Климент вероватно био из Филипа у Македонији. Средином 19. века поистовећивао се овај папа с конзулом Титом Флавијем Климентом из 95. године, којег је погубио његов братић цар Домицијан. Према древним текстовима то се не може закључити, будући да они потврђују да је Климент живио до Трајанове владавине. Вероватно је био слободњак или син неког слободњака који је припадао царској породици. Сигурно је познато да је у Нероновој породици било много хришћана.

### Хронологија
Према Тертулијану, око 199. године, црква у Риму држала је да је Климента заредио свети Петар, а свети Јероним тврди да је у његово доба већина Латина била „уверена да је Климент непосредни наследник апостола (Петра)“. У истом делу Јероним тврди да је Климент био четврти папа. Остали документи показују велику несигурност о томе где се треба сместити Климент. Најстарији попис папа начинио је Хегесип у доба папе Аницета, око 160. године. Чини се да је исти попис користио Иринеј Лионски, потом Јулије Африканац који је 222. саставио своју хронологију, аутор једне пјесме против Маркијана из 3. или 4. века, Хиполит Римски који је наставио хронологију до 234. године, те вероватно аутор Либеријевог каталога из 354. Овај последњи кориштен је приликом састављања збирке Liber pontificalis. Јевсевије Кесаријски у свом Летопису и у својој Црквеној историји преузима податке Јулија Африканца, али у овом другом делу донекле их је исправио. Јероним преводи Еузебијев летопис, те нам доноси једини преостали текст тога дела. Према овим различитим ауторима, хронологија првих папа била би следећа:
- Лин, Климент (Хегесип, Епифан, Римски канон)
- Лин, Анаклетије, Климент (Иренеј, Јулије Африканац, Јевсевије, Јероним)
- Лин, Климент, Клето, Анаклет (Хиполит, Либеријев каталог, Liber pontificalis)
- Лин, Климент, Анаклет (Оптат, Аурелије Аугустин)

Данас сви стручњаци сматрају да су Клето, Анаклет и Аненклет једна те иста особа. Анаклет је грешка у латинском језику, док је Клето умањеница од Анаклетије. Исто тако, опште је мишљење да је Климент грешком код неких аутора премештен пре Анаклетија, не би ли се тако помирило више традиција о томе да га је заредио Петар или да је био Павлов савременик. Нису такође сасвим сигурне ни тачне године почетка и завршетка понтификата, те се може говорити само о оквирним подацима.

### Мучеништво
О Климентовом животу и смрти није познато готово ништа. О његову мучеништву говори се у апокрифним списима што их је у својој збирци „Patres apostolici“ 1724. објавио Котелиер. Онде се уз обиље детаља говори о томе како је Климент обратио Теодори, жени Сисинија, Нервина дворјанина, а потом и самом Сисинију, те још 423 особе на вишем положају. Цар Нерва је стога прогнао папу на Крим, где је постао утицајан, а многи су се тамо преобратили у хришћанство и изградили 75 цркава. То је још више изазвало бес новог цара Трајана који наређује да се Климент баци у море са сидром привезаним о врату. По легенди море се поступно повлачило, док није открило на чудесан начин начињено светиште с костима свеца. Ова је легенда вероватно била позната већ у 4. веку, а засигурно у 6. веку (Гргур Турски. Свети Ћирил око 868. на Криму наилази на гробницу с костима и сидром, те се проширио глас да је реч о Климентовим остацима. Ћирил је те остатке пренео у Рим, а папа Хадријан II их је положио заједно с остацима Игњатија Богоносца под главни олтар базилике св. Климента у Риму. Део легенде који говори преносу костију вероватно је аутентичан, али није сигурна идентификација самих остатака. Такође према легенди базилика св. Климента изграђена је на темељима његове породичне куће три века након његове смрти.
Руфин је први који (око 400. године) спомиње Климента као мученика. Папа Зосим у једном писму афричким бискупима 417. спомиње процес и делимично ослобођење од кривње јереса Целестијуса, који се одвио у базилици св. Климента. Папа наводи да је изабрао ту базилику управо стога што је Климент дао свој живот за праву веру. Око 430. године један писац именом Предестинат те синод у Везону из 442. уписују Климента међу мученике.
Савремени критичари држе да је могућа замена папе Климента с мучеником конзулом Климентом. Ипак, с друге стране, у Риму не постоји традиција о укопу овог папе, те се мисли да је ипак умро у прогонству.

## Списи

### Посланица Коринћанима
Клементова посланица Коринћанима је посланица коју је Клемент 90-их година послао хришћанској заједници у Коринту. Главни је циљ Климентове посланице је утврђивање ауторитета хијерархије у цркви. Римски бискуп Климент, као заступник римске цркве, пише коринтској цркви у којој је избила „побуна” те су неки свештеници лишени власти. Климент захтева да се свргнути поглавари врате, напомињући да ко не слуша од Бога постављене власти „заслужује смртну казну”.
У овој посланици се хришћанска црква први пут назива „стадом Христовим”, што се надовезује на новозаветни говор о Христу као пастиру. Клемент први од хршћанских аутора уводи говор о потреби поретка војничког типа у цркви. Он је такође први установио терминологију по којој се бискупи и презвитери у хршћанству називају свештеницима, јер њихов положај правдао позивањем на библијско левитско свештенство. Уједно је и први хришћански писац који помиње „лаике”. Климет тврди да црквене службе не црпе власт од народа, да свештенике народ не може сменити. Извор власти у цркви је Бог, који је посредством Христа и апостола „поставио“ свештенике у цркви. На овај начин Климент својом посланицом уводи два нова принципа: божански карактер црквених власти и апостолско прејемство.
Посланица Коринћанима једини је сигуран Клементов спис који је сачуван. Ова посланица се назива и Прва Клементова посланица Коринћанима, да би се разликовала од друге која му се погрешно приписивала. Климентова посланица се касније читала и у другим црквама приликом богослужења.

### Списи приписивани Клименту

#### Две посланице о девичанству
Та два писма чине једну окружницу управљену аскетама, мушкима и женскима, о вредности девичанског живота, а која се криво приписује Клименту Римском. Оштро се обара на појаву заједничког живљења (syneisaktoi) мушких и женских аскета (у старој латинској терминологији virgines subintroductae). Први је те посланице, с латинским преводом, издао Ј. Ветстајн 1752. године, према сиријском кодексу из 1470. године
Мисли се да је оригинал написан у другој половини 3. века (проблем синејсактизма јавља се у расправи с Павлом Самосатским), или можда чак у 4. веку. Јевсевије не зна за те посланице, а први их спомиње Епифаније у делу против јереси, написаном 374—377. Претпоставља се да су посланице написане у Палестини или у Сирији.

#### Проповедања Петрова
„Проповедања Петрова” је спис с изразитом противпавловском тенденцијом.
Апостол Петар шаље збирку својих проповеди јерусалимском бискупу Јакову, који је прави поглавар читаве цркве (episcopus episcoporum), да покаже како Павле, као апостол међу поганима, подучава науку која је у складу са Законом. Мојсијев закон занемарују они покрштени погани који су прихватили учење противно Закону од „човека непријатеља”, тј. Павла. Основна идеја те теологије јесте да не само нема никаквог дисконтинуитета између Мојсијевог закона и хришћанства него да је хришћанство, у ствари, прави Мојсијев Закон који је Исус само очистио од примеса унесених у Свете књиге после Мојсија.

#### Псеудо-Изидорови декрети
У Псеудо-Изидоровим декреталима, апокрифним списима под Климентовим именом из средине IX века, налази се пет тобожњих Климентових писама. У петом писму, управљеном хришћанима у Јерусалиму, пише:
| „ | Заједнички живот, браћо, потребан је свима, а понајвише онима који желе беспрекорно војевати за Бога, те хоће наследовати живот апостола и њихових ученика. Употреба наиме свих ствари које су на овом свету морала је бити заједничка свима људима; али по неправди је један рекао да је ово његово, а други оно друго, и тако је међу смртницима настала подела. Те и један премудар међу Грцима (Платон), знајући да је то тако, рече да меду пријатељима мора све бити заједничко. И као што се, каже, не може разделити ваздух ни сјај сунца, тако се не би смеле делити ни остале ствари, које су на овом свету заједнички дате свима на поседовање, него би све ствари требале бити заједничке. Стога и Господ каже по пророку: Ево како је добро и како угодно да браћа станују заједно. | ” |